# Mary Poppins (Musical)

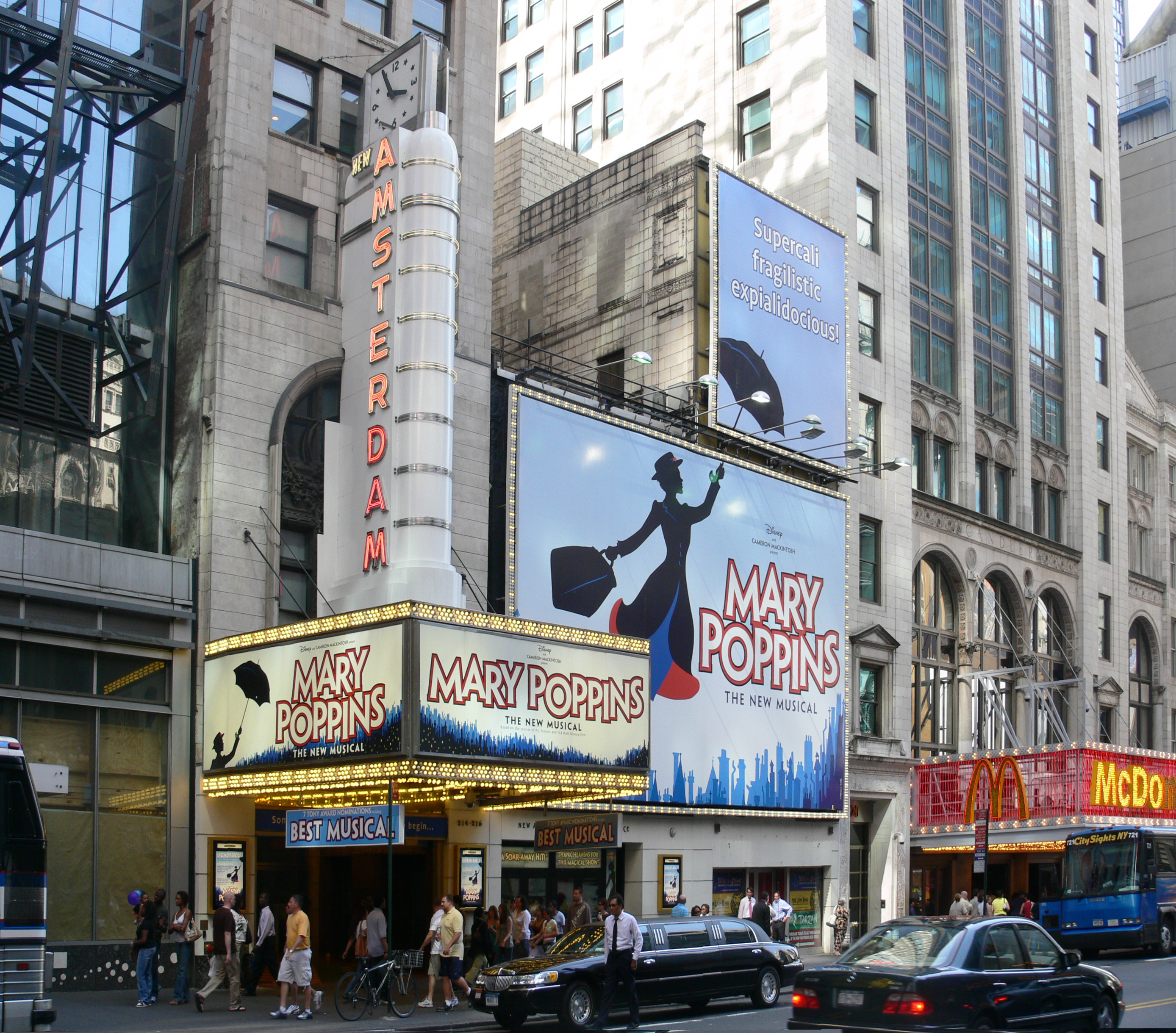
Mary Poppins als Musical im New Amsterdam Theatre in New York (2007)

Mary Poppins ist ein Musical, das auf der Mary-Poppins-Kinderbuchreihe von P. L. Travers und der gleichnamigen Disney-Verfilmung aus dem Jahr 1964 basiert. Es vermischt Elemente aus den Büchern und der Verfilmung. Mary Poppins ist etwas strenger als in der Filmversion und entspricht somit eher der Buchversion. Wegen einiger Szenen, die für sehr junge Zuschauer beängstigend sein könnten, blieb in London Kindern unter drei Jahren der Zutritt verwehrt; empfohlen wurde das Musical für Kinder ab sieben Jahren.
Die Musik entspricht in weiten Teilen der aus dem Film bekannten Musik von Robert B. Sherman und Richard M. Sherman. Ergänzende Musik stammt von George Stiles (Musik) und Anthony Drewe (Liedtexte). Das Musical lief von 2004 bis 2008 am Londoner West End und von 2006 bis 2013 am New Yorker Broadway.

## Handlung

### 1. Akt
Der Schornsteinfeger Bert stellt dem Publikum das Haus im Kirschbaumweg 17 vor (Prolog), in dem George und Winifred Banks mit ihren Kindern Jane und Michael leben. Als die Kinder wieder einmal ein Kindermädchen vergrault haben, formulieren sie eine Zeitungs-Annonce, wie das perfekte Kindermädchen sein soll (Das perfekte Kindermädchen). Doch ihr Vater hat völlig andere Vorstellungen, welche Qualitäten ein Kindermädchen zu haben hat. Als Mary Poppins erscheint, ist sie zwar nicht das Kindermädchen, das sich George Banks vorgestellt hat, aber dennoch bekommt sie die Stelle. Schnell stellt sich heraus, dass Mary Poppins kein gewöhnliches Kindermädchen ist, sondern magische Fähigkeiten besitzt (Völlig ohne Fehler).
Als Mary Poppins mit den Kindern einen Ausflug in den Park unternimmt und sie dort Bert in zerlumpten Kleidern und mit dreckigem Gesicht sehen, bringt Mary Poppins den beiden bei, dass man stets hinter die Fassade sehen sollte (So ein wunderschöner Tag). Währenddessen sorgt sich Winifred Banks, dass sie die Erwartungen ihres Mannes und ihrer Kinder nicht erfüllen kann (Hoffen wir, sie bleibt). Um ihrem Mann einen Gefallen zu tun, plant sie eine Teeparty, doch die Kinder zerstören versehentlich die Vorbereitungen in der Küche. Aber Mary Poppins weiß eine Lösung und schafft auf magische Art und Weise wieder Ordnung (Mit 'nem Teelöffel Zucker). Doch letztlich erscheint keiner der Gäste.
Als die Kinder mit Mary Poppins zum ersten Mal ihren Vater in der Bank, wo er arbeitet, besuchen, erinnert er sich an seine Träume als idealistischer junger Mann (Korrektheit und Ordnung). Doch in der Folge trifft er eine geschäftliche Fehlentscheidung. Mary Poppins und die Kinder lernen derweil auf dem Heimweg eine ältere Frau kennen, die die Vögel füttert (Die Vogelfrau). Als sie gut gelaunt zuhause ankommen, erleben sie ihren Vater wütend, weil dieser wegen seiner Fehlentscheidung Probleme in der Bank bekommen hat. Auch Jane und Michael beginnen nun, sich zu streiten (Spielt euer Spiel).
Mary Poppins stellt fest, dass noch ein weiter Weg vor ihnen liegt, und verlässt zunächst das Haus, um sie zum Nachdenken zu bewegen (Chim Chim Cheree/Akt Finale).

### 2. Akt
Als Ersatz für Mary Poppins ist ein neues Kindermädchen, Miss Andrew, im Haus, die auch schon das Kindermädchen von George Banks war (Krautsaft und Fischöl 1). Doch sie kann überhaupt nicht mit den Kindern umgehen, und auch die Eltern sind sehr unzufrieden mit ihr. Als die Kinder vor Miss Andrew in den Park fliehen, treffen sie dort auf Bert, mit dem sie einen Drachen steigen lassen (Drachensteigen). Als plötzlich Mary Poppins wieder auftaucht, freuen sich die Kinder über ihre Rückkehr und erzählen ihr von den Änderungen, die es durch Miss Andrew gegeben hat. Als Mary Poppins mit den beiden nach Hause geht, trifft sie dort auf Miss Andrew, und die beiden beginnen einen Streit, in dessen Verlauf Mary Poppins Miss Andrew eine Lektion erteilt und sie ihre Methoden am eigenen Leib erfahren lässt (Krautsaft und Fischöl 2). Als ihre Eltern wieder nach Hause kommen, sind sie erfreut, dass Miss Andrew nicht mehr da ist.
Bert stellt den Kindern mehrere Schornsteinfeger vor, mit denen er befreundet ist, und die Kinder lernen von ihnen einen Tanz, bei dem sie jedoch auch das Haus der Banks chaotisch hinterlassen (Schritt für Schritt). Als George Banks zwischenzeitlich ein Telegramm seiner Bank erhält, er solle sich unverzüglich einfinden, hat er sich bereits damit abgefunden, wegen seiner Fehlentscheidung entlassen zu werden. Als er sich traurig auf den Weg zur Bank begibt, folgt ihm seine Frau, um ihn zu unterstützen. Schließlich folgen auch noch Mary Poppins und die beiden Kinder. In der Bank angekommen, erfährt George, dass er nicht, wie zunächst vermutet, der Bank großen Schaden zugefügt hat, sondern dass er der Bank große Gewinne beschert hat (Alles was wir wollen kann passieren).
Nachdem sich alles zum Guten gewendet hat, kehren er, seine Frau, die Kinder und Mary Poppins wieder heim. Zuhause angekommen, erkennt Mary Poppins, die die Familie in ihr Herz geschlossen hat, dass nun ihre Aufgabe erfüllt ist und die Familie wieder gemeinsam glücklich ist (Einmal ist die Aufgabe erfüllt). Sie erklärt, dass sie deshalb die Familie verlassen muss, und verabschiedet sich auch von Bert. Obwohl alle darüber traurig sind, verstehen sie den Entschluss, und die Kinder erklären ihr, dass sie sie nie vergessen werden. Mary Poppins fliegt davon und verschwindet schließlich über ihren Köpfen (Finale).

## Musiktitel

### 1. Akt
- Chim Chim Cheree (Prolog/Chim Chim Cheree)  – Bert
- Cherry Tree Lane 1 (In unserem Haus 1) – George, Winifred, Jane, Michael, Mrs. Brill und Robertson Ay
- The Perfect Nanny (Das perfekte Kindermädchen) – Jane und Michael
- Cherry Tree Lane 2 (In unserem Haus 2) – George, Winifred, Jane, Michael, Mrs. Brill und Robertson Ay
- Practically Perfect (Völlig ohne Fehler) – Mary Poppins, Jane und Michael
- Chim Chim Cheree (Park Reprise) – Bert
- Jolly Holiday (So ein schöner Tag mit Mary) – Bert, Mary Poppins, Jane, Michael, Neleus und die Statuen
- Cherry Tree Lane (Reprise) / Being Mrs. Banks (Mrs. Banks zu sein) / Jolly Holiday (Reprise) – George, Winifred, Jane und Michael
- A Spoonful of Sugar (Mit 'nem Teelöffel Zucker) – Mary Poppins, Jane, Michael, Robertson Ay und Winifred
- Precision and Order (Korrektheit und Ordnung) – Bankvorsitzender und Bankangestellte
- A Man has Dreams – George
- Feed the Birds (Die Vogelfrau) – Vogelfrau und Mary Poppins
- Supercalifragilisticexpialidocious (Supercalifragilisticexpialigetisch) – Mary Poppins, Mrs. Corry, Bert, Jane, Michael, Fannie, Annie und Kunden
- Supercalifragilisticexpialidocious (Zugabe) – Bert und Kunden
- Chim Chim Cheree (Reprise) – Bert und Mary Poppins
- Temper, Temper (2004–2009); ab 2009 ersetzt durch Playing the Game (Spielt euer Spiel) – Valentine, William, Mr. Punch, die glamouröse Puppe und andere Spielsachen
- Chim Chim Cheree (Dach-Duett) – Bert und Mary Poppins

### 2. Akt
- Entr'Acte: Run Away – Orchester
- Cherry Tree Lane (Reprise) – Mrs. Brill, Michael, Jane, Winifred, Robertson Ay und George
- Brimstone and Treacle 1 (Krautsaft und Fischöl 1) – Miss Andrew
- Let's Go Fly a Kite (Drachensteigen) – Bert, Parkwächter, Jane und Michael
- Good for Nothing (Nur ein Versager) – George
- Being Mrs. Banks (Reprise) (Mrs. Banks zu sein) – Winifred
- Brimstone and Treacle 2 (Krautsaft und Fischöl 2) – Mary Poppins und Miss Andrew
- Practically Perfect (Reprise) – Mary Poppins, Jane und Michael
- Chim Chim Cheree (Dach Reprise) – Bert
- Step in Time (Schritt für Schritt) – Bert, Mary Poppins, Jane, Michael und die Schornsteinfeger
- Step in Time (Zugabe) – Bert, Mary Poppins, Jane, Michael und die Schornsteinfeger
- A Man Has Dreams (Ein jeder Mann) / A Spoonful of Sugar (Mit nem Teelöffel Zucker) – George und Bert
- Anything Can Happen (Alles was wir wollen kann passieren) – Mary Poppins, Jane, Michael und Ensemble
- A Spoonful of Sugar  / A Shooting Star (Finale) – Mary Poppins

### Abweichungen vom Film
Die neuen Lieder, die nicht im Film vorkommen, sind:
- Cherry Tree Lane
- Practically Perfect
- Being Mrs. Banks
- Precision and Order
- Temper, Temper; ab 2009: Playing the Game
- Brimstone & Treacle
- Good for Nothing
- Anything Can Happen
- A Shooting Star

Im Vergleich zum Film entfernte Lieder:
- Sister Suffragette
- The Life I Lead (Die Reprise-Version kommt jedoch vor)
- I Love to Laugh
- Fidelity Fiduciary Bank
- Stay Awake

## Entstehung
Der englische Musical-Produzent Cameron Mackintosh traf 1993 die Autorin der Mary-Poppins-Bücher, Pamela L. Travers, und erwarb von ihr die Rechte zur Entwicklung einer Bühnenadaption ihrer Bücher. 2001 begannen erste Gespräche zwischen Cameron Mackintosh und dem Vorsitzenden von Disney Theatrical, Thomas Schumacher, über eine mögliche Zusammenarbeit, so dass die Bühnenversion die Musik aus dem Film verwenden konnte, die schließlich zum Erfolg führten. Ein vorläufiger Entwurf der Show wurde 2002 geschrieben.
Zu dieser Zeit erfuhren auch George Stiles und Anthony Drewe von dem Projekt und schrieben eine Demoversion eines neuen Titels zur Einführung der neuen Figur „Mary Poppins“. Als sie Cameron Mackintosh diesen Titel vorlegten, gefiel dieser ihm so gut, dass er die beiden ins Kreativ-Team aufnahm. Für das Schreiben des Librettos wurde Julian Fellowes verpflichtet. Der renommierte Theater- und Filmregisseur Richard Eyre konnte als Regisseur gewonnen werden, und der mehrfach ausgezeichnete Bühnenbildner und Kostümdesigner Bob Crowley übernahm die Ausstattung des Musicals. Um die magischen Fähigkeiten von Mary Poppins auf der Bühne umsetzen zu können, wurde mit Jim Steinmeyer ein Illusionsdesigner gewonnen, der als Berater für namhafte Zauberkünstler tätig war und auch bereits für das Disney-Musical Die Schöne und das Biest magische Effekte entwickelt hatte.
Ende 2003 fand ein erster Workshop des Stücks im Londoner Old Vic Theatre statt, der mit der Besetzung des gerade beendeten Stückes My Fair Lady stattfand. Nach vierwöchigen Proben im Sadler’s Wells fanden dann erste Probevorstellungen vor Publikum ab 15. September 2004 im Bristol Hippodrome statt, die bis zum 6. November 2004 andauerten. Am 15. Dezember 2004 war dann die Premiere im Prince Edward Theatre im Londoner West End, wo es bis 12. Januar 2008 lief.

### Unterschiede zum Film
Die Musical-Version von Mary Poppins ist keine direkte Adaption der Filmvorlage, sondern vermischt Elemente des Films mit Elementen der Bücher, die bereits dem Film als Vorlage dienten, und ergänzt eigene Elemente. So fehlt im Vergleich zum Film beispielsweise die schwebende Teeparty bei Onkel Albert genauso wie die Szenen, wo Mary Poppins mit Bert und den Kindern in ein Straßenbild eintaucht (was im Film durch die Kombination aus Real- und Trick-Film realisiert wurde). Stattdessen finden sich in der Bühnenversion in Anlehnung an die Bücher der Besuch im Laden von Mrs. Corry, die tanzenden Statuen und die zu den Sternen wachsenden Leitern.
Aufgrund der Unterschiede zum Film und dramaturgischer Änderungen wurden einige Musiktitel aus dem Film gestrichen, während neue Titel ergänzt wurden (siehe Abschnitt Musiktitel). Außerdem wurden aus dem gleichen Grund einige aus dem Film übernommene Titel in andere Szenen eingebaut:
- A Spoonful of Sugar – Während dieser Titel im Film beim magischen Aufräumen des Kinderzimmers gesungen wird, dient er in der Bühnenversion der Beseitigung des Chaos, das Michael und Jane versehentlich in der Küche angerichtet haben.
- Jolly Holiday – Da die entsprechende Filmszene in der Bühnenversion fehlt, wird dieser Titel für die Szene verwendet, in der Mary Poppins im Park die Statuen zum Leben erweckt.
- Supercalifragilisticexpialidocious – Dieser Titel wird beim Besuch im Laden von Mrs. Corry verwendet.
- Feed the Birds – Im Film wird dieser Titel von Mary Poppins vor dem Besuch in der Bank gesungen, und man sieht als Phantasie die Vogelfrau. In der Bühnenversion wird der Titel nach dem Bankbesuch gemeinsam von Mary Poppins und der Vogelfrau gesungen.
- Let's Go Fly a Kite – Während dieser Titel im Film am Ende von der Familie Banks gesungen wird, wird er in der Bühnenversion früher im zweiten Akt von Bert und den Kindern gesungen.

Die Handlung und die Anlage der Figuren sind im Musical näher an den Büchern als am Film. So betont die Bühnenversion mehr die Unartigkeit von Michael und Jane; auch ist Mary Poppins etwas strenger als in der Filmversion.
In zwei neuen Szenen wird ihre Magie dazu eingesetzt, die Kinder Jane und Michael zu bestrafen. Diese Szenen können für sehr junge Zuschauer beängstigend sein, weswegen in London Kindern unter sieben Jahren der Zutritt verwehrt wurde.
Winifred Banks ist keine Suffragette mehr, sondern eine ehemalige Schauspielerin, die sich nun nur noch um ihre Familie kümmert. Die Figur des George Banks wurde im Vergleich zum Film ausgebaut; so erfährt man, dass er eine schwierige Kindheit hatte und von seinen Eltern ignoriert wurde. Er hatte Angst vor seinem eigenen strengen Kindermädchen, Miss Andrew, die das genaue Gegenteil von Mary Poppins ist und die im zweiten Akt Kindermädchen seiner Kinder wird, bis Mary Poppins wieder zurück ist. Auch gibt es in der Bühnenversion nicht den Run auf die Bank, in der George arbeitet, und er verliert nicht seinen Arbeitsplatz.
In der Szene im Park tritt dabei eine Frau auf, die die Bühne in einem ausladenden Kleid und auf einem riesigen Wagen mit mehreren Union Jacks betritt. Später erwähnen Jane und Michael gegenüber ihrem Vater, dies sei Queen Victoria persönlich gewesen.

## Aufführungen
Nach der Uraufführung im Jahr 2004 in England gelangte das Musical 2006 an den New Yorker Broadway, wo es vom 16. November 2006 (Previews ab 14. Oktober 2006) bis zum 3. März 2013 im New Amsterdam Theatre lief.
Am 11. April 2010 feierte die niederländische Fassung des Musicals im Circustheater Scheveningen Premiere. Mary Poppins wird von Noortje Herlaar gespielt, die in einer TV-Castingshow für die Rolle entdeckt wurde. Die Rolle des Bert verkörpert William Spaaij.
Von Oktober 2014 bis Januar 2016 wurde die Show im Wiener Ronacher erstmals in deutscher Sprache in der Übersetzung von Wolfgang Adenberg gezeigt. Zwischen Herbst 2016 und Januar 2018 war die Show in Stuttgart zu sehen. Von Februar 2018 bis August 2019 wurde sie in Hamburg aufgeführt.
- 18. September 2004 – 6. November 2004: Bristol Hippodrome, Bristol (Previews ab 15. September 2004)
- 15. Dezember 2004 – 12. Januar 2008: Prince Edward Theatre, London
- 16. November 2006 – 3. März 2013: New Amsterdam Theatre, New York (Previews ab 14. Oktober 2006)
- April 2010 – 28. August 2011: Circustheater Scheveningen, Den Haag
- 1. Oktober 2014 – 31. Januar 2016: Ronacher, Wien[1]
- 23. Oktober 2016 – 28. Januar 2018: Stage Apollo Theater, Stuttgart (Previews ab 21. Oktober 2016)
- 1. Februar 2017 – 19. März 2017: Theater 11, Zürich[2]
- 25. Februar 2018 – 18. August 2019: Stage Theater an der Elbe, Hamburg (Previews ab Februar 2018, 1140 Aufführungen)
- November 2019 – 8. Januar 2023: Prince Edward Theatre, London
- 6. Juli 2024 – 24. August 2024: Thunerseespiele, Thun[3]

## Besetzung

### Orchester
Das Orchester besteht in der deutschen Fassung aus zwölf Musikern: Flöte (auch Piccolo und Altblockflöte), Oboe (auch Englischhorn und Mundharmonika), Klarinette in B (auch Klarinette in Es und Bassklarinette), Schlagwerk (2 Spieler, in der Hamburger Fassung auf einen reduziert), 2 Trompeten (1. auch Kornett und Flügelhorn), Posaune (auch Euphonium), Horn, Keyboard (zwei Spieler), Cello, Kontrabass (auch E-Bass).

### Hauptrollen
|                             | Premierenbesetzung London (2004) | Premierenbesetzung Wien (2014) | Premierenbesetzung Stuttgart (2016) | Premierenbesetzung Hamburg (2018) |
| --------------------------- | -------------------------------- | ------------------------------ | ----------------------------------- | --------------------------------- |
| Mary Poppins                | Laura Michelle Kelly             | Annemieke van Dam              | Elisabeth Hübert                    | Elisabeth Hübert                  |
| Bert                        | Gavin Lee                        | David Boyd                     | David Boyd                          | David Boyd                        |
| Jane Banks                  | Charlotte Spencer                | Fiona Bella Imnitzer           | Fanny Sigg                          | Marjan                            |
| Michael Banks               | Harry Stott                      | David Paul Mannhart            | Zinedine Strasser                   | Liam                              |
| George Banks                | David Haig                       | Reinwald Kranner               | Livio Cecini                        | Livio Cecini                      |
| Winifred Banks              | Linzi Hateley                    | Milica Jovanović               | Jennifer van Brenk                  | Milica Jovanovic                  |
| Miss Andrew                 | Rosemary Ashe                    | Maaike Schuurmans              | Maaike Schuurmans                   | Maaike Schuurmans                 |
| Admiral Boom                | Ian Burford                      | Dirk Lohr                      | Dirk Lohr                           | Dirk Lohr                         |
| Robertson Ay                | Gerard Carey                     | Niklas Abel                    | Niklas Abel                         | Niklas Abel                       |
| Vogelfrau                   | Julia Sutton                     | Sandra Pires                   | Betty Vermeulen                     | Betty Vermeulen                   |
| Mrs Brill                   | Jenny Galloway                   | Tania Golden                   | Petra Welteroth                     | Heike Wiltrud Schmitz             |
| Mrs Corry                   | Melanie La Barrie                | Kudra Owens                    | Anastasia Bain                      | Anastasia Bain                    |
| Annie/Doll                  | Poppy Tierney                    |                                |                                     |                                   |
| Fannie                      | Savannah Stevenson               |                                | Nandi van Beurden                   |                                   |
| Park Keeper/Mr Punch        | Kevin Williams                   |                                | Maik Lohse                          | Maik Lohse                        |
| Von Hussler/Jack-in-the-Box | Alan Vicary                      |                                |                                     |                                   |
| Miss Lark                   | Claire Machin                    |                                | Roimata Templeton                   | Roimata Templeton                 |
| Katie Nanna                 | Louisa Shaw                      |                                |                                     |                                   |
| Northbrook                  | Nathan Taylor                    |                                | Maik Lohse                          | Maik Lohse                        |
| William                     | Terel Nugent                     |                                |                                     |                                   |
| Policeman                   | Tim Morgan                       |                                | Carl van Wegberg                    | Carl van Wegberg                  |
| Valentin                    |                                  |                                | Andrea Luca Cotti                   |                                   |

## Tonträger
- Mary Poppins – Original London Cast Recording (2005)
- Mary Poppins – Original Australian Cast Recording (2011)
- Mary Poppins – Original Vereinigte Bühnen Wien Cast Aufnahme (2015)